# ماریا کینتانال
ماریا کینتانال (اسپانیایی: María Quintanal‎؛ زادهٔ ۱۷ دسامبر ۱۹۶۹) تیرانداز اهل اسپانیا بود.